# La Folie (album)
Pour les articles homonymes, voir La Folie.
Albums de The Stranglers
The Gospel According to the Meninblack
(1981) Feline
(1983)
La Folie est le sixième album du groupe The Stranglers, sorti en 1981 et produit par Tony Visconti.

## Titres
1. Non Stop - 2:28
2. Everybody Loves You When You're Dead - 2:42
3. Tramp - 3:06
4. Let Me Introduce You to the Family - 3:06
5. Ain't Nothing to It - 3:58
6. The Man They Love To Hate - 4:25
7. Pin Up - 2:49
8. It Only Takes Two to Tango - 3:40
9. Golden Brown - 3:30
10. How to Find True Love and Happiness in the Present Day - 3:08
11. La Folie - 6:10

Lors de la réédition en CD de 2001, six titres bonus ont été ajoutés :
1. Cruel Garden
2. Cocktail Nubiles
3. Vietnamerica
4. Love 30
5. You Hold the Key to my Love in your Hands
6. Strange Little Girl

## Musiciens
- Hugh Cornwell : guitares, chant, chœurs
- Jean-Jacques Burnel : basse, chant, chœurs
- Dave Greenfield : claviers, synthétiseurs, clavecin sur "Golden brown", chœurs
- Jet Black : batterie, percussions

## Contexte
La chanson La Folie fait écho à un fait divers survenu à Paris en juin 1981 : un étudiant japonais, Issei Sagawa, assassine dans son studio une étudiante hollandaise âgée de 25 ans. Il découpe ensuite sa victime en morceaux et décide d'en manger certains.